# Olympische Jugend-Sommerspiele 2018/Teilnehmer (Armenien)
| Gelbes Symbol für Goldmedaillen mit stilisierten Olympischen Ringen | Graues Symbol für Silbermedaillen mit stilisierten Olympischen Ringen | Braundes Symbol für Bronzemedaillen mit stilisierten Olympischen Ringen |
| ------------------------------------------------------------------- | --------------------------------------------------------------------- | ----------------------------------------------------------------------- |
| 1                                                                   | —                                                                     | 1                                                                       |

Die Jugend-Olympiamannschaft aus Armenien für die III. Olympischen Jugend-Sommerspiele vom 6. bis 18. Oktober 2018 in Buenos Aires (Argentinien) bestand aus acht Athleten.

## Athleten nach Sportarten

### Gewichtheben
| Mädchen - Liana Gjurdschjan Superschwergewicht: DNF | Jungen - Karen Margarjan Mittelgewicht: Gold |

### Judo
Jungen
- Juri Israeljan
Klasse bis 55 kg: 9. Platz
Mixed: 9. Platz (im Team Seoul)

### Ringen
Jungen
- Sahak Howhannisjan
Griechisch-römisch bis 60 kg: Bronze

### Schießen
Jungen
- Hajk Babajan
Luftgewehr 10 m: 13. Platz
Mixed: 5. Platz (mit Victoria Rossiter  Australien)

### Schwimmen
Jungen
- Artur Barseghjan
50 m Freistil: 8. Platz
100 m Freistil: 17. Platz
50 m Schmetterling: 11. Platz

### Taekwondo
Jungen
- Andranik Chatschatrjan
Klasse bis 73 kg: 5. Platz

### Turnen

#### Rhythmische Sportgymnastik
Mädchen
- Julija Wodopjanowa
Einzel: 6. Platz
Mixed: 6. Platz (im Team Alina Kabaeva)